# ドブネズミ
ドブネズミ（溝鼠）は、 ネズミ目（齧歯類） ネズミ科 クマネズミ属 に属する大型のネズミ類の1種。学名 Rattus norvegicus。シチロウネズミ（七郎鼠）、ミゾネズミ（溝鼠）、ハトバネズミ（波止場鼠）、チャイロネズミ（茶色鼠）、ダイコクネズミの別称がある。家畜化されたものは近年ペット（ファンシーラット）としても人気が広まりつつある。

## 家ネズミ
野外に棲息するアカネズミ、ハタネズミなどの「野ネズミ」に対して、人家やその周辺に棲息するネズミ類を「家ネズミ」と呼ぶ。日本のネズミ類のうちでこれに当たるものは、ドブネズミ、クマネズミ、ハツカネズミの3種にほぼ限られる。

## 形態
- 頭胴長：　186-280 mm
- 尾長：　149-220 mm
- 後足長：　27-46 mm
- 体重：　150-500 g

ドブネズミの尾率（尾長÷頭胴長）は100パーセント以下のものが多い。すなわち、尾長は頭胴長よりやや短い傾向がある（これに対して、クマネズミは、尾長が頭胴長と同じか、それより長い）。
背面は褐色がかった灰色。腹面は灰色か、黄色がかった白色。
耳介は比較的小さく、前に倒しても目に達しない。これにより、クマネズミ（耳介が比較的大きく、前に倒すと目が隠れる）と区別することができる。染色体数は、2n=42。乳頭数には変異があり、8-12。

## 生態

### 棲息地

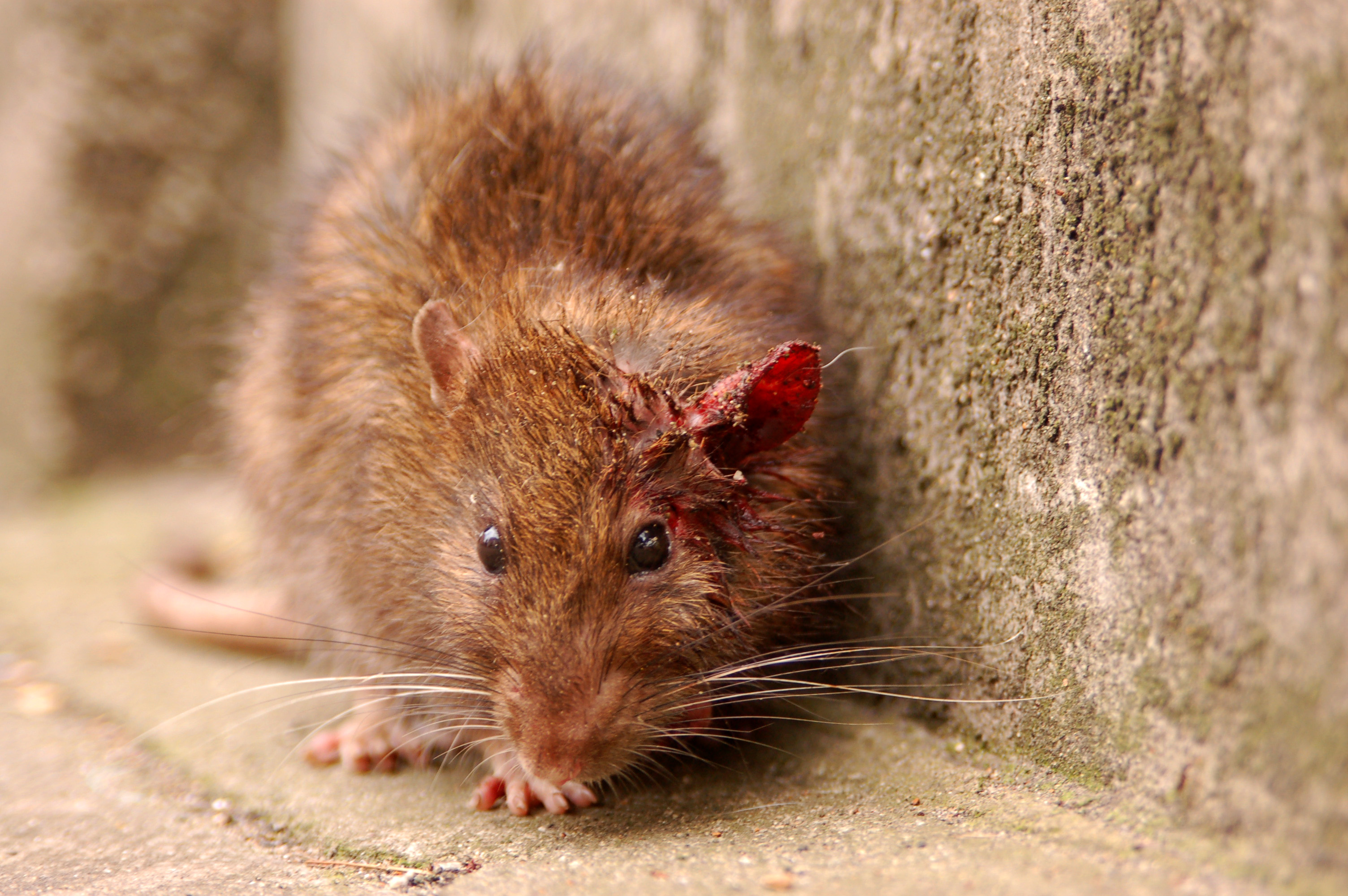
ロンドンのドブネズミ

下水のまわりや河川、海岸、湖畔や湿地など、水辺や湿った土地に棲息する。人家から遠く離れた場所ではあまり見られない。泳ぎも得意で、しばしば水中に飛び込む。
市街地では、下水、台所の流し、ゴミ捨て場、地下街、食品倉庫など、水が十分に摂取できる、比較的湿った場所を好む。下水管の破れた部分や、コンクリートの下の隙間、公園、駅前、繁華街などの植え込みの地中、耕作地の堆肥の中などにトンネル状の巣穴を掘り、その中に巣室を設けるが、建物内やマンホール内、舗装道路上の物陰などに、紙やぼろきれを集めて巣とすることもある。
クマネズミと違って、高いところに登るのはあまり得意ではないため、主に地表や建物の下層階で生活し、上層階には少ない。屋根裏を走り回るネズミは、たいていの場合クマネズミだが、ドブネズミは地下鉄の線路や地下街の通路に不意に現れ、人を驚かせることがある。
野外では、河原の土手や、田畑の土が小高く盛り上がったところの斜面などに、巣穴を掘って生活する。巣穴は、巣室が1個、トンネルが1本だけの単純なものから、3つの巣室を備え、分岐した複数のトンネルをもつ複雑なものまである。入り口は直径5-10 cmと比較的大きく、同時に複数の個体が出入りできるようになっている。
主に薄暮性で、活動は一般に日の入り直前と日の出直後にピークとなるが、安全な場所では昼間も活動する。都市部では、明け方の飲食店街（特に、生ゴミの出されている周辺）や植え込みなども、観察のねらい目である。

### 食性
雑食性ではあるが、クマネズミと比較すると、魚介類や肉など動物質のものを好んで食べる。ただし、その割合は棲息条件によっても大きく変わる。高蛋白質の餌を食べ、その代謝終産物である窒素を尿として排出するために、水分を多く摂取しなければならない。水辺を好むのはこのためである。
また、死んだ動物質でなく、小動物を捕食する習性ももち、このことと関係して、顎を動かす筋肉に、捕食時にすばやく獲物に食いつくことに適した、収縮速度の速い速筋の割合が非常に高いことも知られている。

### 繁殖
1年中繁殖するが、春秋にピークがある。妊娠期間は21-24日。胎児数は1-18子で、平均8-9子を産む。子は生後20日ほどで離乳し、8-12週で性成熟する。哺乳類ではヒトに次いで最も増加した種であり、人口の増加や移動に伴って繁殖した結果、南極大陸以外のすべての大陸に生息するようになった。稀な例外を除いて、ヒトの住む場所、特に都市部にはほぼドブネズミも生息する。

### 群れ
ドブネズミには、順位性やなわばり性が認められている。23-116kHzの超音波を発してコミュニケーションを行う。行動圏は通常30-70m以内。生け捕り直後に脅かすと、クマネズミは鳴かないが、ドブネズミは激しく鳴く。

### 寿命
寿命は、野外で1-2年、飼育下で3年。[要出典]

### 原産地
原産地は、中央アジア、あるいはシベリア南部の湿地帯と考えられている。記録によれば、1737年にドブネズミの大群がヴォルガ川を渡ってヨーロッパに侵入、以後西進し、20年後の1757年には島国であるイギリスのロンドンにまで現れた。アメリカ大陸での記録は、1775年から始まる。

### ラット
実験動物のラットは、ドブネズミの白色種を家畜化して作られた飼養変種である。ペットとしてのドブネズミについてはファンシーラットを参照。

### 天敵
捕食者は、ネコ、イタチ、フクロウ、トビ、ノスリ、カラス、モズ、アオダイショウ、マムシなど。

### 性格
ハツカネズミやクマネズミなどとは対照的に、非常に気性が荒く凶暴である。
駆除する際に噛みつかれたり、人家など建物内に侵入して食べ物を漁って、その食べ物を人間が気づかずに食べてしまったことによる感染症といった事例が報告されている。

## 日本列島のドブネズミ
ドブネズミの日本列島への渡来時期については、大化の改新のころ、室町時代など諸説があるが、弥生時代の遺跡から、クマネズミ属の骨片や歯が発見されており、更新世にはすでに分布していたとする説もある。
現在は、北海道島から南西諸島まで、全国的に分布する。
ドブネズミはクマネズミと違って低温には強く、北海道島や富士山などの深雪地帯では、人家から離れた雪の下に棲むこともある。
かつての日本家屋では、天井に営巣するクマネズミと、台所や下水道に穴居するドブネズミが、生活の場を棲み分けていた。ハツカネズミは、もともと他の2種と比べると少ない。その後、太平洋戦争後の都市化とともに、地下街や下水道など湿った場所を好むドブネズミが勢力を伸ばしたが、1970年ごろからの高層ビル建築ラッシュとともに、乾燥した高いところを好み登攀力に優れ、配管等を伝ってフロア間を自由に行き来することができるクマネズミが目立ち始めた。現在、家の屋根裏に生息するのはクマネズミであるが、近年は再開発の影響で地中に生息しているドブネズミがすみかを追われて都心に出てきており、渋谷や新宿などの繁華街では、ドブネズミも頻繁に見られるようになった。1977年には、ドブネズミが生後33日の人間の赤ちゃんをかみ殺す事故が起こっている。
ドブネズミは異常発生することもあり、各地の漁村や小島のほか、北海道で発生例が知られている。
捕食者は、ネコ・イタチ・フクロウ・ノスリ・アオダイショウなど。伊豆諸島では、ツツガムシの主要寄主である。また、北海道の渡島大島などで、オオミズナギドリの卵やヒナを捕食し、大きな被害を与えていることが知られている。

## その他
- 毛色から暗灰色、濃いねずみ色のことを指す。
- 慣用句で「主人の目を盗んで金品を盗み取る使用人」を卑しんで呼ぶ際に用いられる。
- 血も涙もない冷酷非情な人間のことを指す意味でも使用される事がある。